# Alpalhão
Alpalhão is een plaats (freguesia) in de Portugese gemeente Nisa en telt 1517 inwoners (2001).